# Let Me Introduce My Friends
Let Me Introduce My Friends est le premier album du groupe indie-pop I'm from Barcelona, groupe suédois composé de pas moins de 29 membres.
Les instruments utilisés sur cet album sont, d'après la pochette de l'album :
« Plusieurs guitares, un piano, de nombreuses percussions, un banjo, un harmonica, un mélodica, une guitare basse, un QChord, un saxophone, une clarinette, une flûte, des synthétiseurs, un glockenspiel, une trompette, un viel orgue (un peu usé, mais obtenu gratuitement), un ukulélé rouge, des skull shakers et nos pieds, mains et voix »
Sur le CD bonus sont disponibles deux vidéo clips : celui de Collection of Stamps et celui de We're From Barcelona, ainsi que deux chansons bonus : The Painter et Glasses.

## Liste des titres
CD Original
1. Oversleeping
2. Collection of Stamps
3. We're from Barcelona
4. Treehouse
5. Jenny
6. Ola Kala
7. Chicken Pox
8. Rec & Play
9. This Boy (Avec Loney, Dear)
10. Barcelona Loves You
11. The Saddest Lullaby (Avec Mathias Alrikson)

CD Bonus
1. The Painter
2. Glasses